# Tạp chí Macromarketing
Tạp chí Macromarketing là một tạp chí học thuật được đánh giá ngang hàng, xuất bản các bài báo trong lĩnh vực Kinh doanh. Biên tập viên của tạp chí là Mark Peterson (Đại học Bang Utah). Nó đã được xuất bản từ năm 1981 và hiện đang được xuất bản bởi SAGE Publications.

## Phạm vi
Tạp chí Macromarketing nhằm mục đích kiểm tra các vấn đề xã hội và cách chúng bị ảnh hưởng bởi các yếu tố như tiếp thị, ảnh hưởng xã hội và hành vi tiếp thị. Tạp chí là đa ngành và bao gồm các lĩnh vực như quản lý, kinh tế và xã hội học.

## Trừu tượng hóa và lập chỉ mục
Tạp chí Macromarketing được tóm tắt và lập chỉ mục, trong số các cơ sở dữ liệu khác: SCOPUS và Chỉ số trích dẫn khoa học xã hội. Theo Báo cáo trích dẫn của Tạp chí, hệ số tác động năm 2017 của nó là 1.969, xếp hạng 81 trong số 140 tạp chí trong danh mục 'Kinh doanh'.